# Acraea peitzi
Acraea peitzi är en fjärilsart som beskrevs av Le Doux 1922. Acraea peitzi ingår i släktet Acraea och familjen praktfjärilar. Inga underarter finns listade i Catalogue of Life.